# Куке (Ганіла)
Ку́ке (ест. Kuke küla) — село в Естонії, у волості Ганіла повіту Ляенемаа.

## Населення
Чисельність населення на 31 грудня 2011 року становила 7 осіб.

## Історія
До адміністративної реформи 1997 року село мало назву Кукеранна (Kukeranna küla).